# Propaganda (Band)/Diskografie
Diese Diskografie ist eine Übersicht über die musikalischen Werke der deutschen Synthiepop-Band Propaganda. Ihre erfolgreichste Veröffentlichung ist die Single p:Machinery mit über 250.000 verkauften Einheiten.

## Alben

### Studioalben
| Jahr | Titel Musiklabel                                                             | Höchstplatzierung, Gesamtwochen, AuszeichnungChartplatzierungen (Jahr, Titel, Musiklabel, Platzierungen, Wochen, Auszeichnungen, Anmerkungen) | Höchstplatzierung, Gesamtwochen, AuszeichnungChartplatzierungen (Jahr, Titel, Musiklabel, Platzierungen, Wochen, Auszeichnungen, Anmerkungen) | Höchstplatzierung, Gesamtwochen, AuszeichnungChartplatzierungen (Jahr, Titel, Musiklabel, Platzierungen, Wochen, Auszeichnungen, Anmerkungen) | Anmerkungen                                        |
| Jahr | Titel Musiklabel                                                             | DE | CH | UK | Anmerkungen                                        |
| ---- | ---------------------------------------------------------------------------- | --- | --- | --- | -------------------------------------------------- |
| 1985 | A Secret Wish auch bekannt als: The Dark Religions Depart… ZTT Records (BMG) | DE24 (20 Wo.)DE | CH14 (12 Wo.)CH | UK16 (13 Wo.)UK | Erstveröffentlichung: 1. Juli 1985                 |
| 1990 | 1234 Virgin Records (Virgin)                                                 | — | — | UK46 (2 Wo.)UK | Erstveröffentlichung: 14. Mai 1990                 |
| 2022 | The Heart Is Strange ZTT Records (UMG)                                       | DE21 (1 Wo.)DE | — | UK11 (1 Wo.)UK | Erstveröffentlichung: 20. Mai 2022 als xPropaganda |
| 2024 | Propaganda Bureau B (Indigo)                                                 | DE12 (1 Wo.)DE | — | — | Erstveröffentlichung: 11. Oktober 2024             |

### Livealben
| Jahr | Titel Musiklabel            | Anmerkungen                                            |
| ---- | --------------------------- | ------------------------------------------------------ |
| 2018 | A Secret Place Selbstverlag | Erstveröffentlichung: 26. Oktober 2018 als xPropaganda |

### Kompilationen
| Jahr | Titel Musiklabel                | Anmerkungen                         |
| ---- | ------------------------------- | ----------------------------------- |
| 2002 | Outside World ZTT Records (EMI) | Erstveröffentlichung: 17. Juni 2002 |

### Remixalben
| Jahr | Titel Musiklabel                                                                                        | Höchstplatzierung, Gesamtwochen, AuszeichnungChartplatzierungen (Jahr, Titel, Musiklabel, Platzierungen, Wochen, Auszeichnungen, Anmerkungen) | Höchstplatzierung, Gesamtwochen, AuszeichnungChartplatzierungen (Jahr, Titel, Musiklabel, Platzierungen, Wochen, Auszeichnungen, Anmerkungen) | Höchstplatzierung, Gesamtwochen, AuszeichnungChartplatzierungen (Jahr, Titel, Musiklabel, Platzierungen, Wochen, Auszeichnungen, Anmerkungen) | Anmerkungen                                          |
| Jahr | Titel Musiklabel                                                                                        | DE | CH | UK | Anmerkungen                                          |
| ---- | --- | --- | --- | --- | ---------------------------------------------------- |
| 1985 | Wishful Thinking ZTT Records (BMG)                                                                      | — | — | UK82 (2 Wo.)UK | Erstveröffentlichung: 11. November 1985              |
| 2023 | Strangely ZTT Records (UMG)                                                                             | — | — | — | Erstveröffentlichung: 22. April 2023 als xPropaganda |
| 2024 | Die 1000 Augen des Dr. Mabuse auch bekannt als: The 1000 Eyes of Dr. Mabuse, Pt. 1 Island Records (UMG) | — | — | — | Erstveröffentlichung: 26. April 2024                 |

### EPs
| Jahr | Titel Musiklabel                                                                 | Anmerkungen                                         |
| ---- | -------------------------------------------------------------------------------- | --------------------------------------------------- |
| 1984 | Propaganda Present the Nine Lives of Dr. Mabuse ZTT Records (BMG)                | Erstveröffentlichung: 5. März 1984                  |
| 1984 | Dr. Mabuse – His Last Will and Testament ZTT Records (BMG)                       | Erstveröffentlichung: 10. April 1984                |
| 1985 | Duel (Plus) ZTT Records (BMG)                                                    | Erstveröffentlichung: 7. April 1985                 |
| 1985 | Jewel ZTT Records (BMG)                                                          | Erstveröffentlichung: 29. April 1985                |
| 1985 | p:Machinery (alpha) ZTT Records (BMG)                                            | Erstveröffentlichung: 29. Juli 1985                 |
| 1985 | p:Machinery (βeta) auch bekannt als: Complete Machinery ZTT Records (BMG)        | Erstveröffentlichung: 5. August 1985                |
| 1985 | p:Machinery (Reactivated) ZTT Records (BMG)                                      | Erstveröffentlichung: 11. November 1985             |
| 1985 | Sorry for Laughing (Reactivated) ZTT Records (BMG)                               | Erstveröffentlichung: 25. November 1985             |
| 2018 | The Secret Tapes of Dr. Mabuse Suezan Studio (SSZ)                               | Erstveröffentlichung: 30. Mai 2018                  |
| 2022 | Extra Human ZTT Records (UMG)                                                    | Erstveröffentlichung: 8. April 2022 als xPropaganda |
| 2023 | p:Machinery (via T-empo/Nicolosi) ZTT Records (ZTT)                              | Erstveröffentlichung: 11. August 2023               |
| 2023 | Repetition Plus Variation – Live at the Value of Entertainment ZTT Records (ZTT) | Erstveröffentlichung: 22. Dezember 2023             |

## Singles
| Jahr | Titel Album                          | Höchstplatzierung, Gesamtwochen, AuszeichnungChartplatzierungen (Jahr, Titel, Album, Platzierungen, Wochen, Auszeichnungen, Anmerkungen) | Höchstplatzierung, Gesamtwochen, AuszeichnungChartplatzierungen (Jahr, Titel, Album, Platzierungen, Wochen, Auszeichnungen, Anmerkungen) | Höchstplatzierung, Gesamtwochen, AuszeichnungChartplatzierungen (Jahr, Titel, Album, Platzierungen, Wochen, Auszeichnungen, Anmerkungen) | Anmerkungen                                             |
| Jahr | Titel Album                          | DE | CH | UK | Anmerkungen                                             |
| ---- | ------------------------------------ | --- | --- | --- | ------------------------------------------------------- |
| 1984 | Dr. Mabuse A Secret Wish             | DE7 (21 Wo.)DE | CH14 (9 Wo.)CH | UK27 (12 Wo.)UK | Erstveröffentlichung: 5. März 1984                      |
| 1985 | Duel A Secret Wish                   | DE30 (10 Wo.)DE | — | UK21 (13 Wo.)UK | Erstveröffentlichung: 7. April 1985                     |
| 1985 | p:Machinery A Secret Wish            | DE26 (17 Wo.)DE | CH29 (2 Wo.)CH | UK50 (11 Wo.)UK | Erstveröffentlichung: 29. Juli 1985 Verkäufe: + 250.000 |
| 1990 | How Much Love 1234                   | — | — | — | Erstveröffentlichung: 9. April 1990                     |
| 1990 | Heaven Give Me Words 1234            | DE40 (16 Wo.)DE | — | UK36 (6 Wo.)UK | Erstveröffentlichung: 16. April 1990                    |
| 1990 | Only One Word 1234                   | — | — | UK71 (7 Wo.)UK | Erstveröffentlichung: 13. August 1990                   |
| 1990 | Your Wildlife 1234                   | — | — | — | Erstveröffentlichung: 17. September 1990                |
| 2005 | Valley of the Machine Gods –         | — | — | — | Erstveröffentlichung: 12. Dezember 2005                 |
| 2022 | Don’t (You Mess with Me) Extra Human | — | — | — | Erstveröffentlichung: 17. Februar 2022 als xPropaganda  |
| 2022 | Beauty Is Truth Extra Human          | — | — | — | Erstveröffentlichung: 18. März 2022 als xPropaganda     |
| 2022 | Only Human Extra Human               | — | — | — | Erstveröffentlichung: 8. April 2022 als xPropaganda     |
| 2024 | Purveyor of Pleasure Propaganda      | — | — | — | Erstveröffentlichung: 17. Mai 2024                      |
| 2024 | They Call Me Nocebo Propaganda       | — | — | — | Erstveröffentlichung: 28. Juni 2024 feat. Thunder Bae   |
| 2024 | Tipping Point Propaganda             | — | — | — | Erstveröffentlichung: 30. August 2024 feat. Thunder Bae |

## Videoalben und Musikvideos

### Videoalben
| Jahr | Titel Musiklabel                                 | Anmerkungen                             |
| ---- | ------------------------------------------------ | --------------------------------------- |
| 2003 | The Video Collection ZTT Records (Perfect Songs) | Erstveröffentlichung: 24. November 2003 |

### Musikvideos
| Jahr | Titel                    | Regisseur(e)                     |
| ---- | ------------------------ | -------------------------------- |
| 1984 | Dr. Mabuse (2 Versionen) | Anton Corbijn                    |
| 1985 | Duel                     | Paul Morley, John Scarlett-Davis |
| 1985 | p:Machinery              | Zbigniew Rybczyński              |
| 1990 | Heaven Give Me Words     | Vaughan Arnell                   |
| 1990 | Only One Word            |                                  |
| 2022 | Don’t (You Mess with Me) |                                  |
| 2022 | Only Human               |                                  |
| 2024 | Purveyor of Pleasure     | Natalie-Isabel Knopps            |
| 2024 | They Call Me Nocebo      | Natalie-Isabel Knopps            |
| 2024 | Tipping Point            | Natalie-Isabel Knopps            |

## Sonderveröffentlichungen

### Alben
| Jahr | Titel Musiklabel                          | Anmerkungen                                                                        |
| ---- | ----------------------------------------- | ---------------------------------------------------------------------------------- |
| 2010 | The Analogue Variations ZTT Records (USM) | Erstveröffentlichung: 16. Juli 2010 Teil von A Secret Wish (Deluxe Double Edition) |

| Jahr | Titel Musiklabel                                                                          | Anmerkungen                                                                        |
| ---- | ----------------------------------------------------------------------------------------- | ---------------------------------------------------------------------------------- |
| 2009 | A Secret Wish + Wishful Thinking ZTT Records (Boundee)                                    | Erstveröffentlichung: 21. Januar 2009 Teil der „ZTT-アーカイブス“-Reihe            |
| 2010 | …and Sweet Science Reigns ZTT Records (USM)                                               | Erstveröffentlichung: 16. Juli 2010 Teil von A Secret Wish (Deluxe Double Edition) |
| 2012 | Noise and Girls Come Out to Play / A Compact Introduction to Propaganda ZTT Records (USM) | Erstveröffentlichung: 7. September 2012 Teil der „Element-Series“-Reihe            |
| 2013 | The Best of Propaganda ZTT Records (USM)                                                  | Erstveröffentlichung: 20. September 2013 Teil der „The-Best-Of“-Reihe              |

### Lieder
| Jahr | Titel Album     | Anmerkungen                                                          |
| ---- | --------------- | -------------------------------------------------------------------- |
| 2018 | Evergreen River | Erstveröffentlichung: 23. Februar 2018 Audrey Assad feat. Propaganda |

### Videoalben
| Jahr | Titel Musiklabel                         | Anmerkungen                                                                 |
| ---- | ---------------------------------------- | --------------------------------------------------------------------------- |
| 2002 | Outside World – Videos ZTT Records (EMI) | Erstveröffentlichung: 17. Juni 2002 Teil von Outside World (Deluxe Edition) |

## Boxsets
| Jahr | Titel Musiklabel                                     | Anmerkungen                          |
| ---- | ---------------------------------------------------- | ------------------------------------ |
| 2019 | The Eight Testaments of Propaganda ZTT Records (BMG) | Erstveröffentlichung: 13. April 2019 |

## Statistik

### Chartauswertung
|                     | DE    | CH    | UK    |
| ------------------- | ----- | ----- | ----- |
| Nummer-eins-Alben   | DE—DE | CH—CH | UK—UK |
| Top-10-Alben        | DE—DE | CH—CH | UK—UK |
| Alben in den Charts | DE3DE | CH1CH | UK4UK |

|                       | DE    | CH    | UK    |
| --------------------- | ----- | ----- | ----- |
| Nummer-eins-Singles   | DE—DE | CH—CH | UK—UK |
| Top-10-Singles        | DE1DE | CH—CH | UK—UK |
| Singles in den Charts | DE4DE | CH2CH | UK5UK |

### Auszeichnungen für Musikverkäufe
| Silberne Schallplatte - Frankreich - 1986: für die Single p:Machinery |

| Land/RegionAuszeichnungen für Musikverkäufe (Land/Region, Auszeichnungen, Verkäufe, Quellen) | Silber  | Gold | Platin | Verkäufe | Quellen     |
| -------------------------------------------------------------------------------------------- | ------- | ---- | ------ | -------- | ----------- |
| Frankreich (SNEP)                                                                            | Silber1 | —    | —      | 250.000  | infodisc.fr |
| Insgesamt                                                                                    | Silber1 | —    | —      |          |             |